# Sopetrán
Sopetrán este un municipiu din departamentul Antioquia, Columbia.